# Gołańcz
Gołańcz là một thị trấn thuộc huyện Wągrowiecki, tỉnh Wielkopolskie ở trung-tây Ba Lan. Thị trấn có diện tích 13 km². Đến ngày 1 tháng 1 năm 2011, dân số của thị trấn là 3333 người và mật độ 264 người/km².